# Wembley Championships 1990
Il Wembley Championships 1990 è stato un torneo di tennis giocato sintetico indoor della Wembley Arena di Londra in inghilterra. È stata la 42ª e ultima edizione del torneo, facente parte dell'ATP Tour 1990. Il torneo si è giocato dal 5 all'11 novembre 1990.

## Campioni

### Singolare maschile
Jakob Hlasek ha battuto in finale  Michael Chang con il punteggio di 7–6, 6–3

### Doppio maschile
Jim Grabb /  Patrick McEnroe hanno battuto in finale  Rick Leach /  Jim Pugh  7–6, 4–6, 6–3